# Ян Бохенек
Ян Бохе́нек (рік народження та смерті невідомі) — польський скульптор.
Навчався у школі в місті Закопане (Польща).
Творив наприкінці 19 — на початку 20 ст.
Автор пам'ятників:
- Софії Хжановській у місті Теребовля (відкритий 1900; не зберігся),
- Адаму Міцкевичу в містечку, нині смт Гусятин (1911, у співавторстві з Петром Гарасимовичем; не зберігся).